# Naked Lunch (Band)
Naked Lunch ist eine Rockband aus Klagenfurt, Österreich. In ihrer Anfangszeit spielten sie Alternative Rock mit einer Mischung aus harten Rockgitarren und sanftem Gesang. Im Verlauf der 1990er Jahre nahmen sie Kontakt zur Weilheimer Indieszene um The Notwist auf und erweiterten ihr Klangspektrum um vor allem elektronische Elemente.

## Bandgeschichte

### Die Anfänge (1991–1996)
Bei ihrer Gründung 1991 benannte sich die Kärntner Band nach Naked Lunch, einem Roman von William S. Burroughs. Gründungsmitglieder waren Oliver Welter, Peter Hornbogner und Georg Timber-Trattnig. Erste Demos führten schnell zu einem Plattenvertrag mit dem deutschen Indie-Label Big Store Records, das noch 1991 die 6-Track-Mini-LP Naked und im Jahr darauf das Debütalbum Balsam veröffentlichte. Danach stieg Trattnig aus, um sich um seine schriftstellerischen Ambitionen zu kümmern, und wurde durch Herwig Zamernik vom Disharmonic Orchestra ersetzt. Zamernik und Welter sind bis heute der Kern der Band.
Nach diesen anfänglichen Erfolgen versuchte die Band auch international Fuß zu fassen, aber trotz einiger Showcases für große Plattenfirmen dauerte es bis zu einem Engagement bei Mercury Records noch einige Jahre.

### Superstardom (1997–2000)
Nachdem Naked Lunch es auf ein Major-Label geschafft hatten, nahmen sie ihr zweites Album auf, um den schon im Titel Superstardom ersehnten Bekanntheitsgrad zu erreichen. Die Aufnahmen fanden in Weilheim, New York City und San Francisco statt. Für die vom bekannten Toningenieur und Musikproduzenten Alan Moulder abgemischte Single Tambourine nahmen sie ein Video in Brasilien auf und verwüsteten dort eine Bühne. In London, wohin einige Mitglieder gezogen waren, wurden sie später verhaftet. Der erhoffte Erfolg blieb jedoch aus.
Kurz darauf stieg der Keyboarder Stefan Deisenberger ein, und 1999 wurde mit Unterstützung von Olaf O.P.A.L. das Album Love Junkies veröffentlicht. Zwar wurde die Single Closed Today ein kleiner internationaler Hit, aber das Album verkaufte sich nicht sonderlich gut. Daraufhin wechselten Naked Lunch ihre Plattenfirma und veröffentlichten Love Junkies noch einmal bei Virgin Records. Da das Album aber auch dort floppte, wurde der neue Plattenvertrag wieder gekündigt.

### Auszeit und Rückkehr (seit 2001)
Nach den unsteten Geschehnissen rund um die beiden Veröffentlichungen von Love Junkies nahmen sich Naked Lunch eine Auszeit. Welter musste in seine Heimatstadt zurückkehren und lebte ein halbes Jahr auf der Straße und aus seinem Auto heraus. Im Rückblick bezeichnete er diese Zeit als eine der schwersten in seinem Leben. Möglicherweise zeigte Welter erst der Tod seines ehemaligen Bandkollegen Trattnig, infolge seiner Alkoholkrankheit im Jahr 2000, von dem der Song King George handelt, wie wichtig das Leben ist.
Danach kehrten Naked Lunch ins Studio zurück, um eine weitere Platte aufzunehmen. Mit Songs for the Exhausted wurden alte Indie-Rock-Konzepte fallengelassen, um neue Arbeitsweisen auszuprobieren, die eine intensive Arbeit mit Computern einschlossen. Songs for the Exhausted wurde in Zamerniks eigenem Studio, dem „Fuzzroom“ in Klagenfurt, im Verlauf eines Jahres aufgenommen. Vor Beginn der Aufnahmen verließ jedoch Schlagzeuger und Gründungsmitglied Peter „Bogs“ Hornbogner die Band. Er wurde später durch Thorsten Thonhauser ersetzt. Die meisten Schlagzeug-Spuren auf dem Album wurden allerdings entweder durch Session-Musiker eingespielt oder programmiert. Kurz vor Ende der Aufnahmen brannte das Studio ab.
Nachdem das Album fertig war, stieß die Band auf neue Probleme. Sie fanden keine Plattenfirma, die Songs for the Exhausted veröffentlichen wollte. Das Album wurde allgemein als zu traurig, depressiv und insgesamt unkommerziell eingestuft. Erst 2004 veröffentlichte das Universal-Sublabel Motor Music das Album, welches auf vorwiegend positive Kritik stieß und sich zudem überraschend gut verkaufte.
In der Folge veröffentlichten Naked Lunch 2005 die EP Stay und trugen mit ihrer Musik zum Film Sperrstunde, einem Projekt des befreundeten Filmemachers Thomas Woschitz bei, bei dem zu live gespielter Musik der Band gedreht wurde. Außerdem veröffentlichte Zamernik nach dem Wiederaufbau seines Studios ein Soloalbum unter dem Namen Fuzzman auf Wohnzimmer Records.
Wie sein Vorgänger Songs for the Exhausted erschien das neue, optimistischere Album This Atom Heart of Ours im Januar 2007 nach einer längeren Auszeit und wurde ähnlich lobend aufgenommen (z. B. durch eine Auszeichnung als Album der Woche bei Plattentests.de oder einen vierten Platz der Lieblingsalben der Spex-Redaktion im Monat Januar). Es ist nach dem Ausstieg von Thonhauser die erste Veröffentlichung mit dem neuen Schlagzeuger Alex Jezdinsky, der zuvor bei der Band Angelika Express spielte. Für einige Zeit war nicht ganz klar, ob Jezdinsky ein vollständiges Mitglied ist, weil er weder auf den Promotion-Fotos für das neue Album noch im Video der neuen Single Military of the Heart zu sehen war.
In Zusammenarbeit mit dem Autor und Regisseur Bernd Liepold-Mosser erarbeitete Naked Lunch 2011 die Musik für eine Inszenierung von Franz Kafkas Amerika (Der Verschollene). Die Band hatte die musikalische Leitung der Produktion  am Stadttheater Klagenfurt. Das gleichnamige Album erschien in einer Auflage von 2000 Stück.
Im Februar 2013 erschien das Studioalbum All Is Fever.

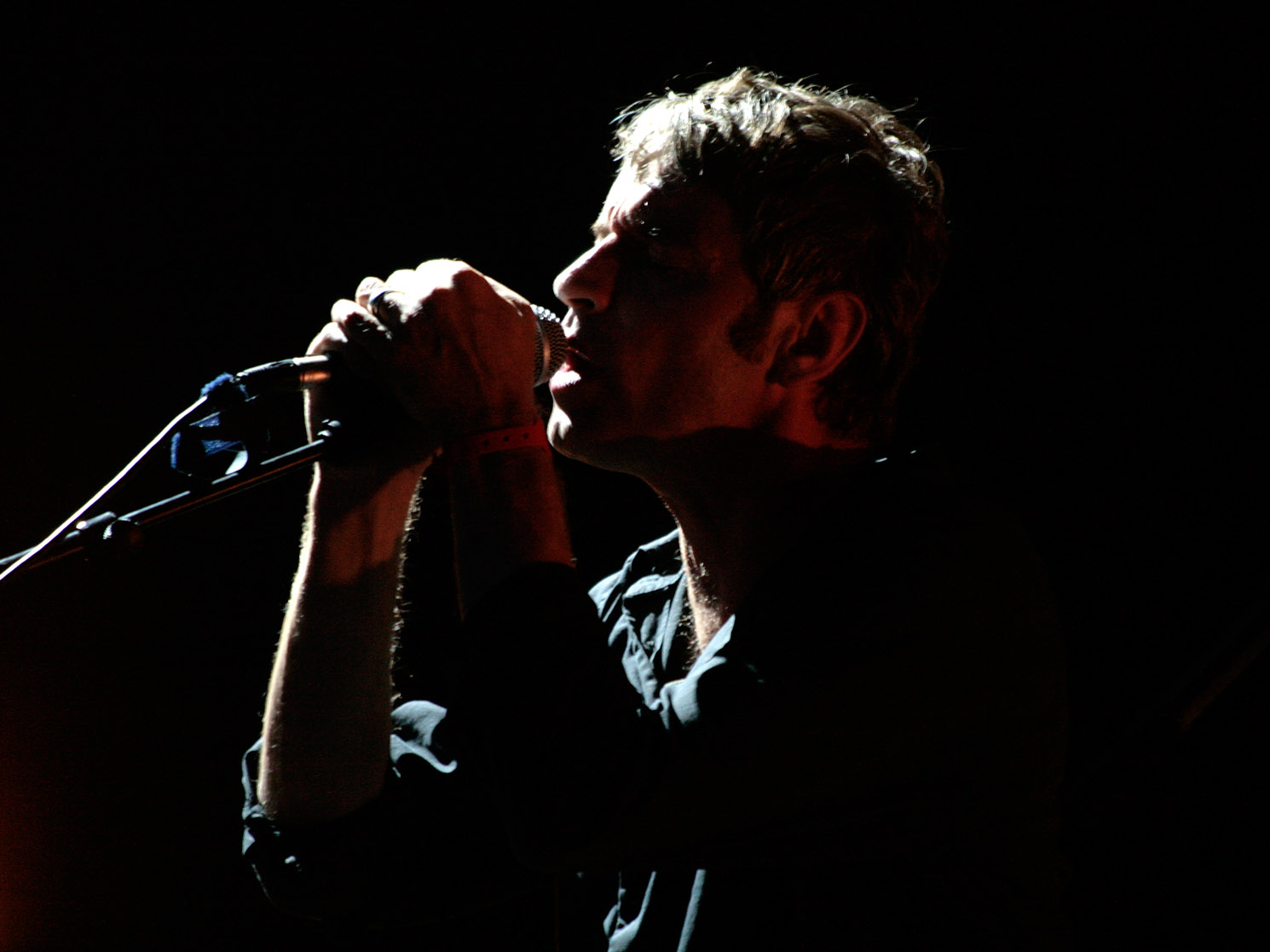
Oliver Welter
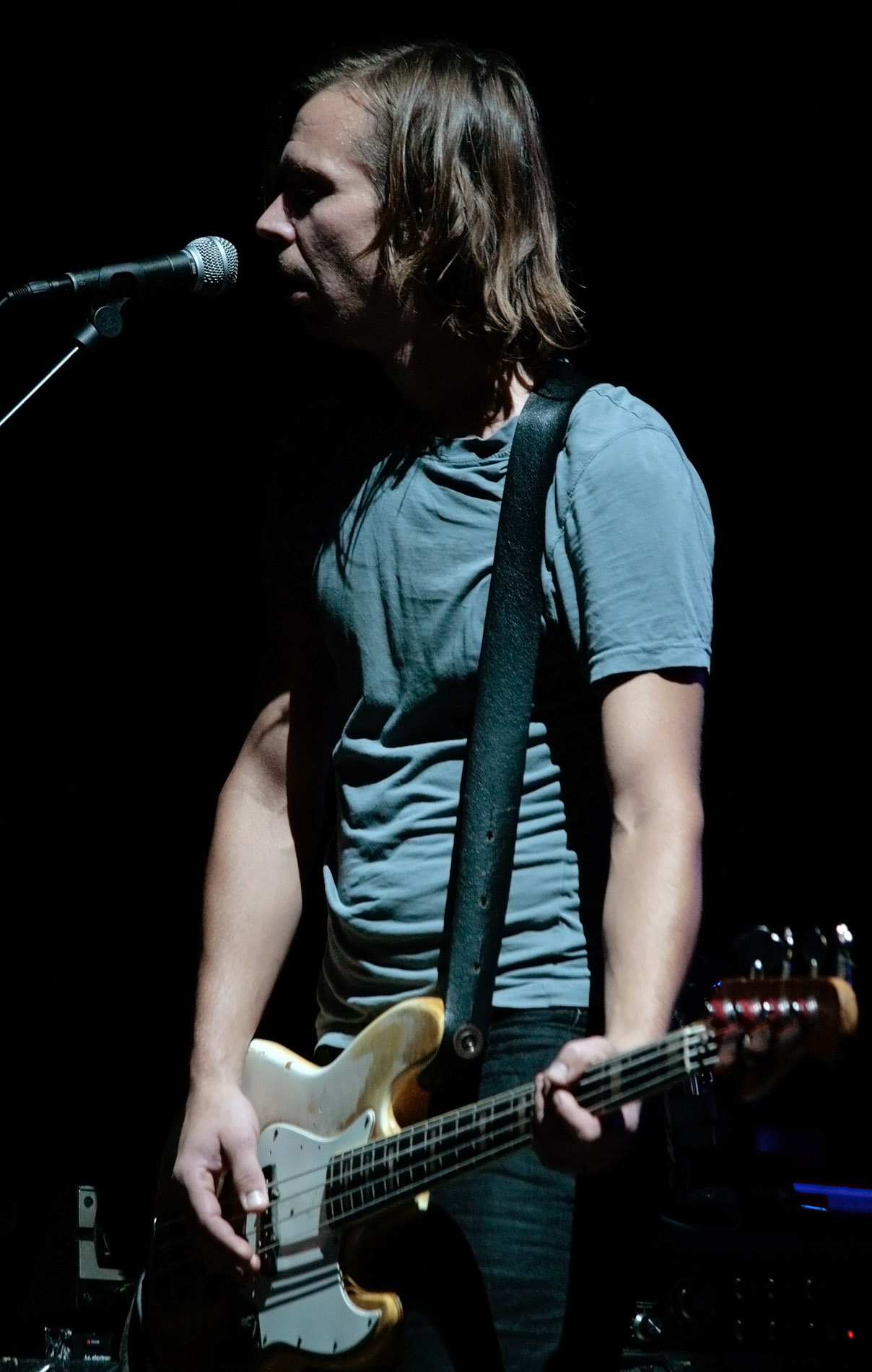
Herwig Zamernik
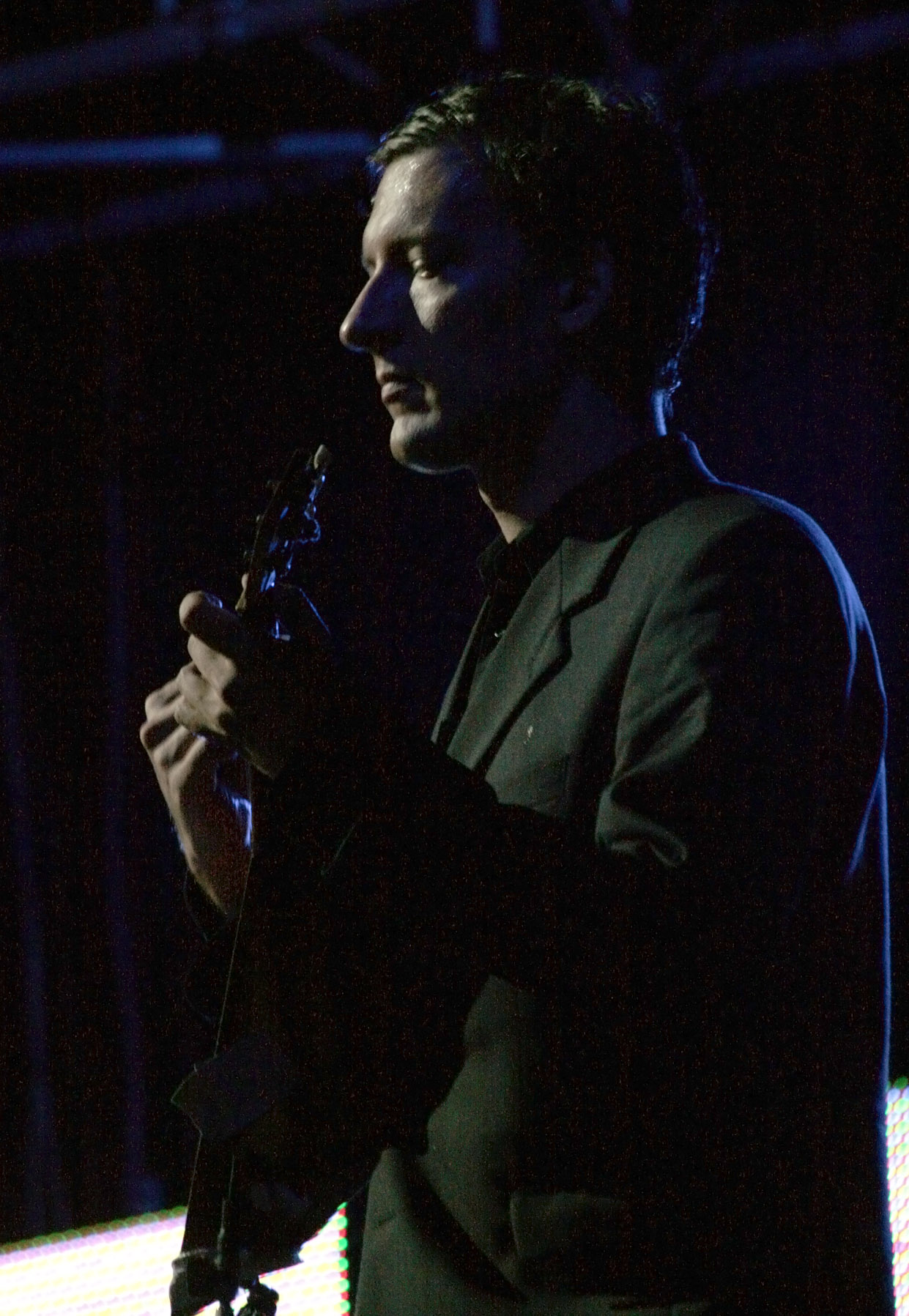
Stefan Deisenberger
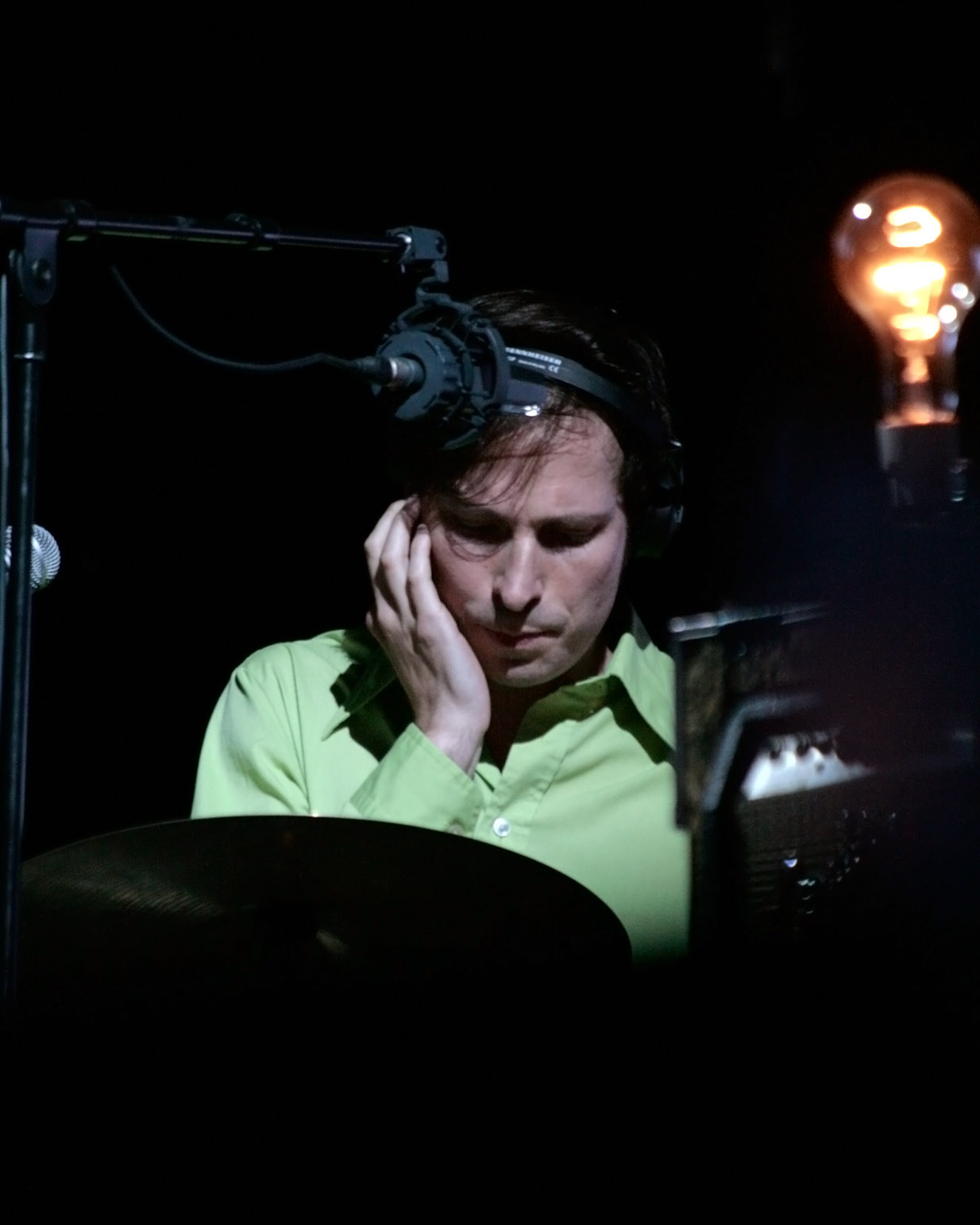
Alex Jezdinsky

## Diskografie

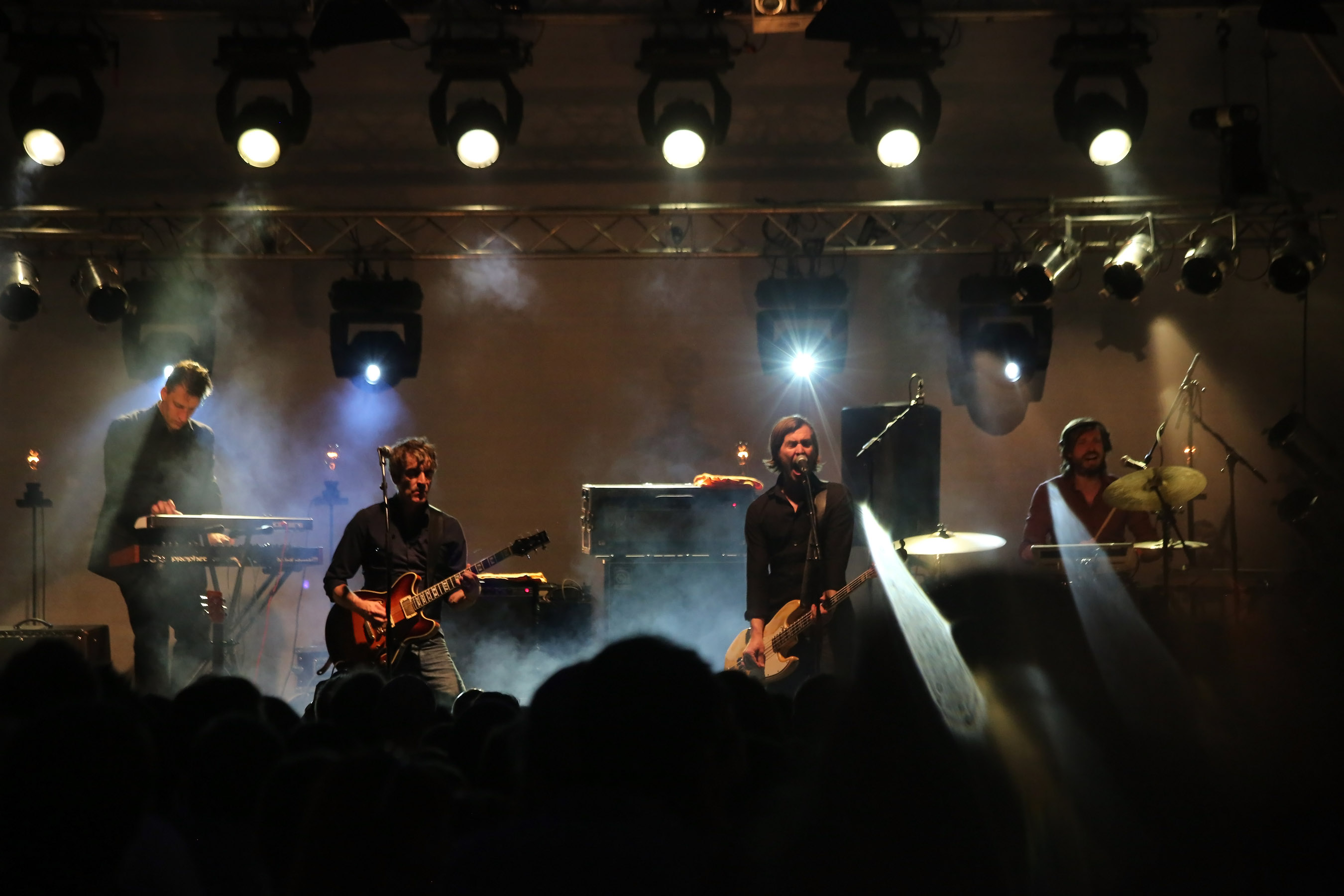
Naked Lunch (2013)

### Alben und Minialben
- Naked (Big Store, Mini-LP, 1991)
- Balsam (Big Store, 1992)
- Superstardom (Mercury / PolyGram, 1997)
- Love Junkies (Mercury / Universal bzw. Virgin / EMI, 1999)
- Songs for the Exhausted (Motor / Universal, 2004)
- This Atom Heart of Ours (Louisville / Universal, 2007)
- All Is Fever (Tapete, 2013)
- The Single Collection (Tapete, 2013)

### Soundtracks
- Universalove (Louisville / Universal, 2009)
- Amerika (Rough Trade / Monkey, 2011)
- Jack (Tapete, 2015)

### Singles und andere Kleinformate
- Balsam (Big Store, Single, 1992)
- WOM Demos (WOM, EP, 1995)
- Spark (Mercury / PolyGram, Single, 1997)
- Tambourine (Mercury / PolyGram, Single, 1997)
- Me (Mercury / PolyGram, Single, 1997)
- Closed Today (Mercury / Universal, Single, 1999)
- On a Sunny Day (Virgin / EMI, Single, 1999)
- Disco Sadness (Virgin / EMI, Single, 1999)
- Stay (Motor / Universal, EP, 2005)
- Military of the Heart (Louisville / Universal, Single, 2006)
- The Sun (Tapete / Indigo, Single, 2013)
- So Sad (Tapete, Single, 2017)
- Here Come The Bells (Tapete, Single, 2018)